# Владимиров, Владимир Владимирович
Влади́мир Влади́мирович Влади́миров (род. 14 октября 1975, Георгиевск, Ставропольский край) — российский государственный и политический деятель. Губернатор Ставропольского края с 27 сентября 2014 (врио 27 сентября 2013 — 27 сентября 2014). Председатель правительства Ставропольского края с 10 октября 2013.
С июля 2022 года за поддержку вторжения России на Украину под санкциями Великобритании, с 15 декабря 2022 года — под санкциями США, с июля 2023 года под санкциями стран Евросоюза за причастность к депортации украинских детей

## Биография
Владимир Владимирович Владимиров родился 14 октября 1975 года в городе Георгиевске Ставропольского края.
Затем родителей по распределению отправили на Камчатку, где они разошлись и Владимир вернулся вместе с матерью в Ставропольский край, в город Будённовск.
Бабушка по материнской линии — кухарка в столовой, а дед работал по разным специальностям.
Предки Владимира Владимирова — терские казаки.

### Образование
1992 год — средняя школа в Будённовске, там же учебно-производственный комбинат по специальности «Повар-кулинар 3 разряда».
1997 год — Уфимский государственный нефтяной технический университет по специальности «Химическая технология природных энергоносителей и углеродных материалов».
2006 год — Тюменский государственный нефтегазовый университет по специальности «Разработка и эксплуатация нефтяных и газовых месторождений».

### Трудовая деятельность
Параллельно учёбе в университете работал на «Ставролене» рабочим до 1996 года, когда завод закрыли. В период получения образования Владимиров также работал продавцом, грузчиком, ремонтировал квартиры.
С 1997 года — начальник установки подготовки и перекачки нефти нефтегазодобывающего управления «Ватьеганнефть» предприятия «Когалымнефтегаз», входящего в структуру ООО «ЛУКОЙЛ — Западная Сибирь» в Ханты-Мансийском автономном округе.
На производствах «Когалымнефтегаз» работал до 2005 года.
В 2001—2002 годах — начальник цеха подготовки и перекачки нефти НГДУ «Дружбанефть».
В 2002 году — заместитель главного инженера по подготовке и перекачке нефти — начальник отдела подготовки нефти НГДУ «Повхнефть».
В 2002—2005 годах — заместитель начальника отдела подготовки нефти, заместитель главного инженера по подготовке нефти — начальник отдела предприятия «Когалымнефтегаз».
В 2005—2007 годах — директор по маркетингу и стратегии, затем генеральный директор Общества ООО «Геойлбент».
В 2007—2009 годах — директор технического департамента, затем заместитель генерального директора — главный инженер ОАО «Верхнечонскнефтегаз».
С 2009 года по 2010 год занимал руководящие должности в Филиале «Муравленковскнефть» ОАО «Газпромнефть-Ноябрьскнефтегаз».
В марте 2010 года избран депутатом Законодательного собрания Ямало-Ненецкого автономного округа по Муравленковскому одномандатному округу.
В апреле 2010 года Губернатор Ямало-Ненецкого автономного округа Дмитрий Кобылкин назначил Владимирова на пост первого заместителя губернатора Ямало-Ненецкого автономного округа. В его сферу входили вопросы экономического развития, использования природных ресурсов, работы топливно-энергетического комплекса.
В 2010 году вступил в партию «Единая Россия».
В 2011—2013 годах — секретарь регионального политсовета партии «Единая Россия» в ЯНАО.

## Губернатор Ставропольского края
27 сентября 2013 года Президент России Владимир Путин назначил Владимира Владимирова исполняющим обязанности губернатора Ставропольского края.
В октябре 2013 года возглавил Правительство Ставропольского края.
В единый день голосования 14 сентября 2014 года был избран губернатором Ставропольского края на пять лет, 27 сентября 2014 года прошла инаугурация в городе Ставрополь.
Руководил ликвидацией мощного паводка, который в мае 2017 года накрыл 13 районов Ставропольского края.
С 7 апреля по 10 ноября 2015 и с 28 января по 2 августа 2019 — член президиума Государственного совета Российской Федерации. По данным исследования ВЦИОМ, рейтинг Владимира Владимирова на апрель 2019 года составляет 46 %, а показатель его электорального потенциала — 65 %.
19 июля 2019 года Владимиров зарегистрирован кандидатом на пост губернатора Ставропольского края.
8 сентября 2019 года в единый день голосования переизбран губернатором Ставропольского края на ближайшие пять лет. Владимирова поддержали 79,65 % жителей Ставропольского края. Вступил в должность 27 сентября 2019 года.
1 ноября 2019 года на конференции Ставропольского регионального отделения партии «Единая Россия» избран секретарём регионального отделения партии, заместитель секретаря Генерального совета партии Евгений Ревенко отметил, что ставропольское отделение одно из лучших в стране.
16 марта 2020 года Владимиров возглавил краевой координационный совет по противодействию коронавирусу. Используя свои социальные сети глава региона ежедневно рассказывает жителям края последнюю оперативную информацию.
21 декабря 2020 года Владимиров был назначен членом Государственного Совета Российской Федерации.
31 января 2021 года Владимир Владимиров, комментируя акции протеста в поддержку Алексея Навального, обратился к полицейским со словами: «Мы с вами! Работайте, братья!»
15 марта 2021 года Владимиров отправил Правительство Ставропольского края в отставку. Новое правительство было сформировано после 30 марта 2021 года.
С 25 июля 2024 года вновь стал членом Президиума Государственного совета Российской Федерации.

## Санкции
26 июля 2022 года за поддержку войны России против Украины против Владимирова были введены санкции Великобритании. 
15 декабря 2022 года внесён в санкционный список США как связанный с «усилиями по мобилизации».
19 августа 2022 года включён в санкционный список Канады против «приближенных российского режима, которые являются соучастниками агрессии российского режима против Украины».
19 октября 2022 года включён в санкции Украины как «глава государственного органа, осуществлявший поддержку/поощрение/публичное одобрение политики РФ, направленной на проведение военных действий и геноцид гражданского населения в Украине»
23 июня 2023 года включён в санкционный список стран Евросоюза за действия которые нарушают права украинских детей, так как «он отвечает за незаконную депортацию украинских детей в Ставропольский край для последующего незаконного усыновления их российскими семьями».
Также Владимир Владимиров, по аналогичным основаниям, находится в санкционных списках Австралии и Новой Зеландии.

## Семья
Cыновья — Владимир, Николай и Иван. Дочь Мария (младшая). Жена Наталья родом из Иркутска (род. 1982), руководит общественным проектом «Время Ставрополья».

## Награды
- Орден Дружбы (26 июня 2023) — «За вклад в развитие парламентаризма, активную законотворческую деятельность и многолетнюю добросовестную работу». Награду губернатору вручил первый замруководителя Администрации президента Сергей Кириенко[36].
- Почётная грамота Правительства Российской Федерации (27 июня 2016) — «За заслуги в содействии укреплению обороноспособности страны и государственной безопасности»[37]
- Медаль «150 лет основания института судебных приставов» (3 июля 2015)[38]
- Медаль «За возвращение Крыма» (май 2015)[39]
- Почётная медаль (февраль 2015) — «За заслуги в деле защиты детей России»[40]
- Медаль «В память 1000-летия преставления святого равноапостольного великого князя Владимира» (2014), Русская православная церковь[41]

## Взгляды
- Позиция Владимирова по поводу сбора денег в школах